# Roland R. Wauer

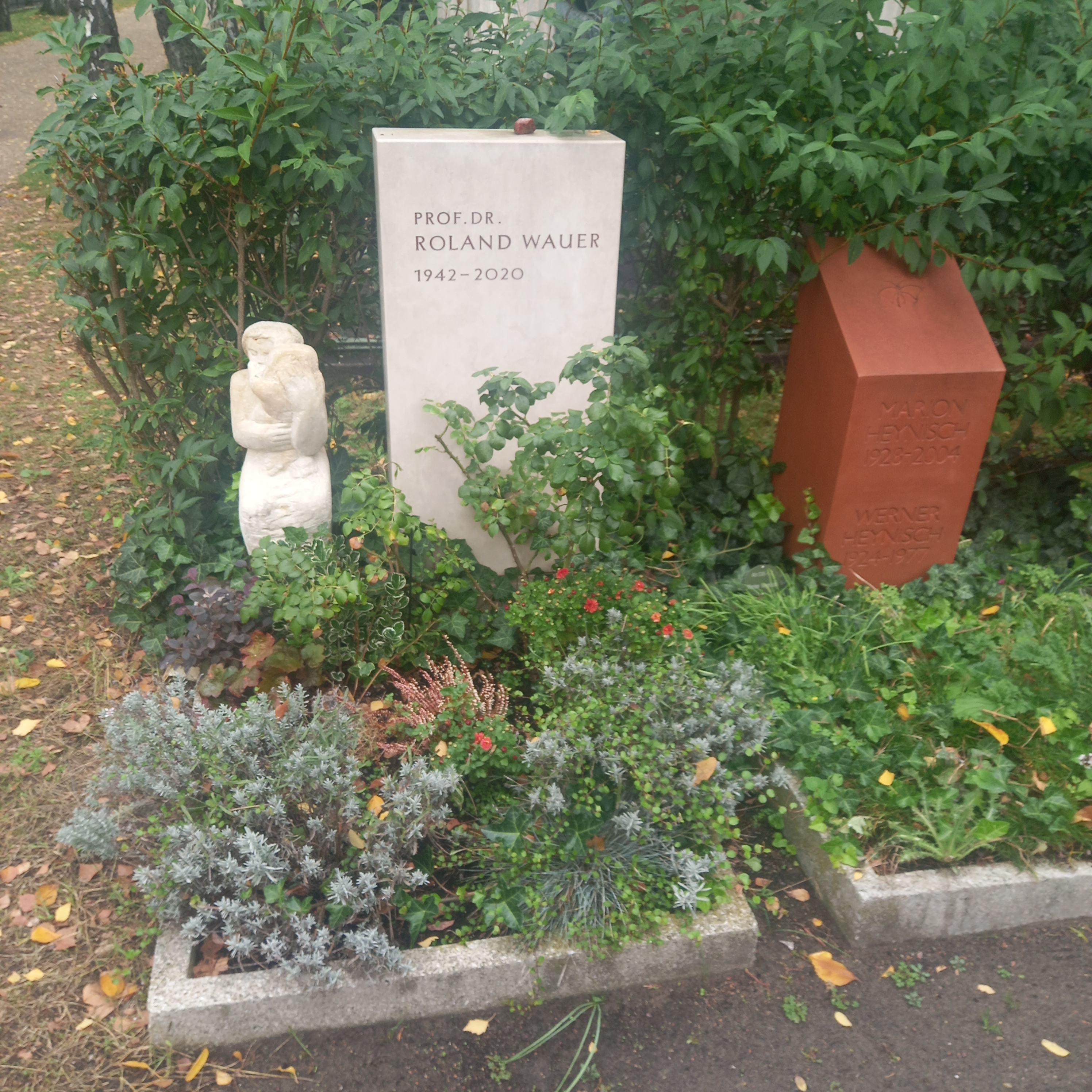
Das Grab von Roland R. Wauer auf dem Dorotheenstädtischen Friedhof in Berlin

Roland Reinhard Wauer (* 1. Januar 1942 in Treuenbrietzen/Brandenburg; † 13. Juli 2020 in Berlin) war ein deutscher Kinderarzt und Neonatologe, Wissenschaftler und Universitätsprofessor für Kinderheilkunde. Sein gesamtes berufliches Wirken fand an der Berliner Charité statt, wo er sich vorrangig für schwerkranke Früh- und Neugeborene einsetzte. Von 2001 bis zu seiner Emeritierung 2008 war er Klinikdirektor für Neonatologie und Kinderintensivtherapie.
Der Schwerpunkt seiner medizinischen Arbeit war seit den 1970er Jahren das Atemnotsyndrom bei Früh- und Neugeborenen und die Therapie mit der Substanz Surfactant, die in den 1980er Jahren eingeführt wurde. Sie verbesserte die Überlebenschancen von Frühgeborenen erheblich und revolutionierte die Kinderheilkunde weltweit. Roland R. Wauer war der Herausgeber des Standardwerkes „Surfactanttherapie“ und Autor weiterer Bücher sowie mehrerer hundert Fachartikel.

## Biografie
Roland Reinhard Wauer machte 1960 sein Abitur in Zittau und studierte an der Medizinischen Universität Sofia, Bulgarien (1961–1963) und von 1963 bis 1967 an der Humboldt-Universität zu Berlin. Er promovierte sich 1969 im Fachgebiet Pädiatrie.
Als Student lernte er Ende der 1960er Jahre Ingeborg Rapoport kennen, die damals Inhaberin des ersten europäischen Lehrstuhls für Neonatologie an der Charité war.
Inge Rapoport wurde seine wichtigste Lehrerin und Mentorin. Sie selbst bezeichnete Roland Wauer als einen ihrer „wissenschaftlichen Söhne“.
Wauer war ab 1972 Stationsarzt auf der neonatologischen Intensivstation und ab 1976 Oberarzt der Charité-Kinderklinik. Schwerpunkt seiner Tätigkeit wurde die Atemfunktionsdiagnostik bei Neugeborenen, die Lungenreife von Frühgeborenen und die Behandlung des Atemnotsyndroms.
Seine besondere technische Begabung nutzte er in den 1970er und 1980er Jahren, um in der DDR unter der real-existierenden Mangelwirtschaft praktisch-intuitive Lösungen für die Behandlung schwerkranker Früh- und Neugeborenen zu finden. Legendär ist das von ihm 1976 aus Geräteschienen errichtete Gestell (intern „Bockwurschtbude“ genannt) für die Apparatur des neonatologischen Intensivtherapie-Zimmers.
Die Senkung der Säuglingssterblichkeit war während des Kalten Krieges eines der zentralen Kriterien im Wettstreit um die Überlegenheit der beiden politischen Systeme. Weil die Überlebensrate von Früh- und Neugeborenen in der DDR im internationalen Vergleich hoch war, zeitweise höher als in der Bundesrepublik, brachte das der DDR international Anerkennung ein. Für seine wissenschaftlichen Beiträge zur Senkung der Säuglingssterblichkeit in der DDR erhielt Roland Wauer zusammen mit Inge Rapoport und anderen 1984 den Nationalpreis III. Klasse für Wissenschaft und Technik.
Als Wissenschaftler konnte Roland R. Wauer in den 1980er Jahren trotz der staatlich eingeschränkten Reisefreiheit an zahlreichen internationalen Fachkongressen teilnehmen und hielt sich beruflich immer wieder im Ausland auf, so im Rahmen eines fünfmonatigen Recherche-Stipendiums in Schweden bei dem Surfactant-Forscher Bengt Robertson (1980). Für mehrere Monate war er als Kinderarzt in Luanda, Angola tätig (1982/83 und 1984). 1982 habilitierte sich Wauer (Das Atemnotsyndrom des Neugeborenen) und war seit 1984 als Dozent an der Humboldt-Universität tätig. Weitere Karriereschritte blieben ihm zu DDR-Zeiten verwehrt, da er kein Mitglied der SED werden wollte.
Nach der politischen Wende gehörte Wauer zu den ersten vier Professoren, die neu an der medizinischen Fakultät der Charité vereidigt wurden (19. Juli 1993). Von 2001 bis zu seiner Emeritierung 2008 war er Klinikdirektor für Neonatologie und Kinderintensivtherapie. Als Prodekan für den wissenschaftlichen Nachwuchs an der Charité setzte er sich aktiv für junge Wissenschaftler ein, ein großes Anliegen war ihm die Förderung von Frauen.
Nach seiner Emeritierung verstärkte Wauer seinen ehrenamtlichen Einsatz für schwerkranke Früh- und Neugeborene an Perinatalzentren im Ausland, u. a. in Armenien, Belarus, Bulgarien, China und Russland. Dafür sammelte er beispielsweise 2007 in Berlin nicht mehr benötigte Inkubatoren, Monitore, Wärmebetten und Beatmungsgeräte für die Intensivtherapie von Früh- und Neugeborenen in Taschkent, Usbekistan.
Roland R. Wauer war u. a. Mitglied der Berliner Wissenschaftlichen Gesellschaft, der European Respiratory Society und weiterhin als Gastwissenschaftler an der Charité tätig.